# ویلای رومی

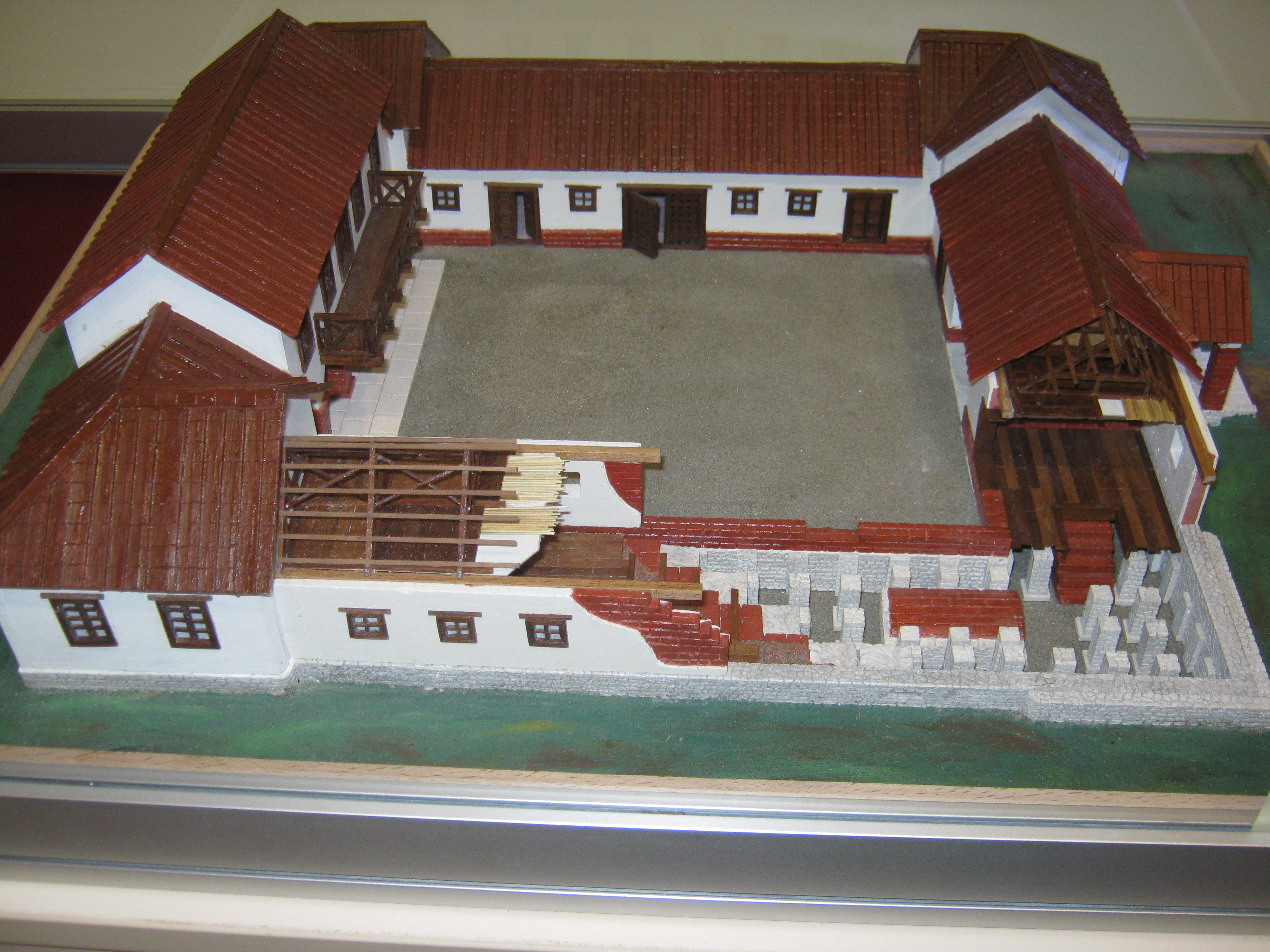
نمونهٔ یک ویلایی رومی. بقایای این گونه ویلاها را می‌توان پیرامون والیفوی صربستان یافت

ویلای رومی یک خانهٔ روستایی بود که برای مردمان سرمایه‌دار ساخته می‌شد.

## پراکندگی و گونه‌شناسی
پلینیوس (۲۳–۷۹ پس از میلاد) دو گونه ویلا در نزدیکی رم شناساند: ویلای اوربانا، خانه‌ای روستایی که به سادگی می‌شد از رم (یا شهر دیگری) برای یک یا دو شب به آن رسید.
و ویلا روستیکا، کشتزاری که همیشه خدمه‌ای که مسئول آن  بود، در آن زندگی می‌کرد.
امپراتوری روم گونه‌های مختلفی از ویلاها را در بر داشت و این‌گونه نبود که همه ویلاها با کف موزاییک و نقاشی‌های دیواری باشکوه ساخته شده‌باشند.
در استان‌ها، هر خانهٔ روستایی با برخی از ویژگی‌های آذینی به سبک رومی ممکنَست از سوی دانشمندان امروزی «ویلا» نامیده شود.
برخی از آن خانه‌ها برای گردش بودند، مانند ویلای هادریان در تیوولی ، که در تپه‌های خنکی جای داشتند که از رم به آسانی در دسترس بودند، یا مانند ویلا پاپیروس در هرکولانوم ، در جاهای زیبای رو به به خلیج ناپل.
ویلاهای پیرامونی در نزدیکی شهرها نیز در آن زمان دور و ور رم جای داشتند و می‌توان آنها را بیرون از دیوارهای شهر پمپئی نیز دید.
این ویلاهای پیرامونی ، (مانند ویلا در Parco della Musica رم یا در Grottarossa در رم )، دیرینگی و میراث ویلاهای پیرامونِ شهری را در میانهٔ سرزمین ایتالیا نشان می‌دهد.
شاید این ویلاهای نخستین و پیرامونی نیز در واقع مقر قدرتمندان منطقه یا سرپرستان خانواده‌های برجسته بوده‌باشند.
گونهٔ سوم ویلاها کانونِ سازمانیِ واحدهای بزرگ به نام لاتیفوندیا بود که فرآورده‌های کشاورزی را تولید کرده و بیرون می‌بردند. چنین ویلاهایی ممکن بود خیلی لوکس نباشند.

## بن‌مایه
- همکاری‌کنندگان ویکی‌پدیا، «roman villa»، ویکی‌پدیای انگلیسی، دانشنامهٔ آزاد (بازیابی ۱۰ مهر ۱۴۰۰)